# Герб Воскресенська
Міське поселення Воскресенськ має власну символіку, зокрема герб який було затверджено рішенням Ради депутатів міського поселення Воскресенськ від 24 жовтня 2008 року

## Геральдичний опис та обґрунтування
Основною фігурою герба Воскресенська є зображення птаха фенікс. Це один з давніх символів людства, який відроджуючись стає гарнішим та сильнішим. У християнстві він став символом Воскресіння Христового таким чином вказуючи на назву міського поселення. Свою назву місто отримало від церкви Воскресіння Христового. Також фенікс є символом очищуючого вогню, що вказує на Воскресенський хімкомбінат — містоутворююче підприємство Воскресенська.
Основними кольорами герба є золотий та блакитний. Золото — символ сили, багатства, стабільності, міцності, великодушності та інтелекту. Блакитний — символ честі, істини, благородства, духовності. Крім того блакитний символізує Москву-ріку на березі якої розташовано Воскресенськ.
Золотий та блакитний кольори є клубними кольорами ХК «Хімік» — основного спортивного клубу міста.

## Історія

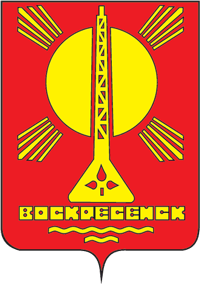
Герб зразка 1987 року

Радянський герб міста Воскресенськ було затверджено 18 грудня 1987 року, його автором був В. Б. Шмітько.
Сучасну версію міського герба Воскресенська було прийнято 24 жовтня 2008 року.
Авторами нового герба стали Юрій Белімов (Воскресенськ), Костянтин Моченов (Хімки), Галина Русанова, Кирило Переходенко (Конаково)